# Mallonia orientalis
Mallonia orientalis es una especie de escarabajo longicornio del género Mallonia, tribu Neopachystolini, subfamilia Lamiinae. Fue descrita científicamente por Breuning en 1938.

## Descripción
Mide 23 milímetros de longitud.

## Distribución
Se distribuye por Etiopía y Kenia.